# Fürer von Haimendorf
La famiglia Fürer von Haimendorf fu una famiglia patrizia originaria di Norimberga, dove fu presente nel consiglio cittadino quasi ininterrottamente dal 1501 al 1806.

## Storia
Originaria dell'Alsazia, la famiglia Fürer si stabilì a Norimberga nel XIII secolo in quanto appaiono già citati in un documento del 1295 a firma di re Adolfo di Nassau con Konrad Fürer. La famiglia Fürer raggiunse la prosperità grazie al commercio con Francia e Polonia, oltre alla silvicoltura ed all'estrazione mineraria. Attorno al Cinquecento divennero proprietari di una delle principali compagnie minerarie di Norimberga, particolarmente interessati alle miniere di rame di Mansfeld e della Turingia. I Fürer furono inoltre particolarmente attivi nel settore dei prestiti bancari e commerciavano in legno di tasso per la produzione di armi. Alla fine del XV secolo, vennero ammessi nel consiglio della città imperiale di Norimberga, legando sempre più le loro fortune alla città. nel 1599 la famiglia ottenne la nobilitazione nel Sacro Romano Impero. Dalla casata si originarono tre linee collaterali che facevano capo ad altrettante rispettive residenze padronali: "Haimendorf", "Himmelgarten" e "Steinbühl". Ad oggi solo la linea principale di Haimendorf è ancora fiorente; questa venne ascritta alla nobiltà bavarese nel 1813. Per secoli fu affiliata al monastero di Gnadenberg.

## Membri notabili
- Christoph Fürer von Haimendorf (1479-1537), mercante e consigliere comunale a Norimberga, fondatore dell'azienda commerciale della famiglia (1534)
- Susanna Fürer von Haimendorf, moglie del poeta barocco Georg Philipp Harsdörffer
- Christoph Fürer von Haimendorf auf Wolkersdorf (1663–1732), poeta, presidente dell'Ordine dei Fiori, dal 1725 amministratore delle tasse comunali di Norimberga e castellano
- Christoph von Fürer-Haimendorf (1909-1995), etnologo, considerato il principale studioso dei popoli himalayani